# Dasyhelea bifida
Dasyhelea bifida är en tvåvingeart som beskrevs av Zilahi-sebess 1936. Dasyhelea bifida ingår i släktet Dasyhelea och familjen svidknott. Inga underarter finns listade i Catalogue of Life.